# Mezquita-Catedral de Córdoba

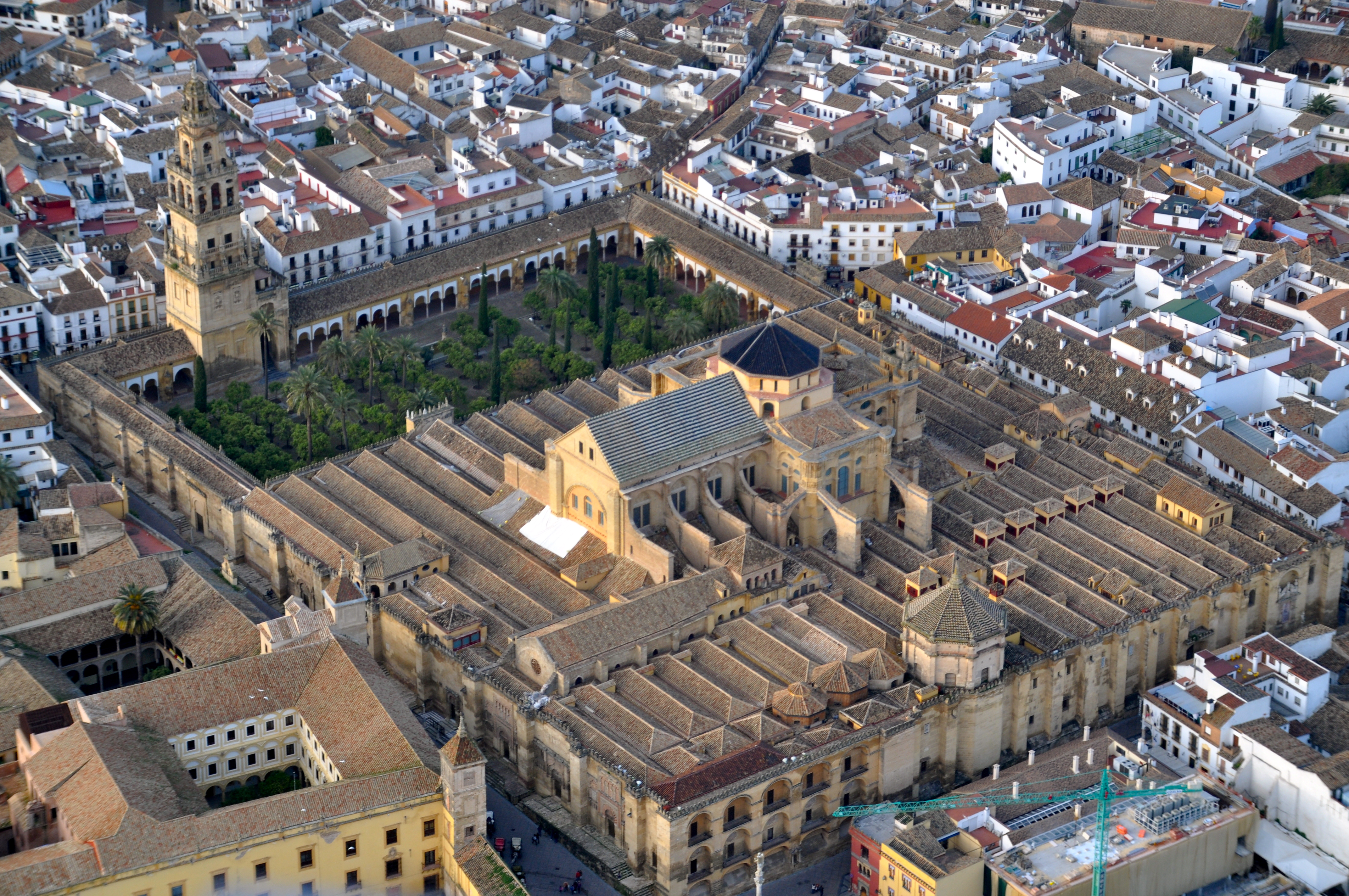
Luftbild aus südlicher Richtung

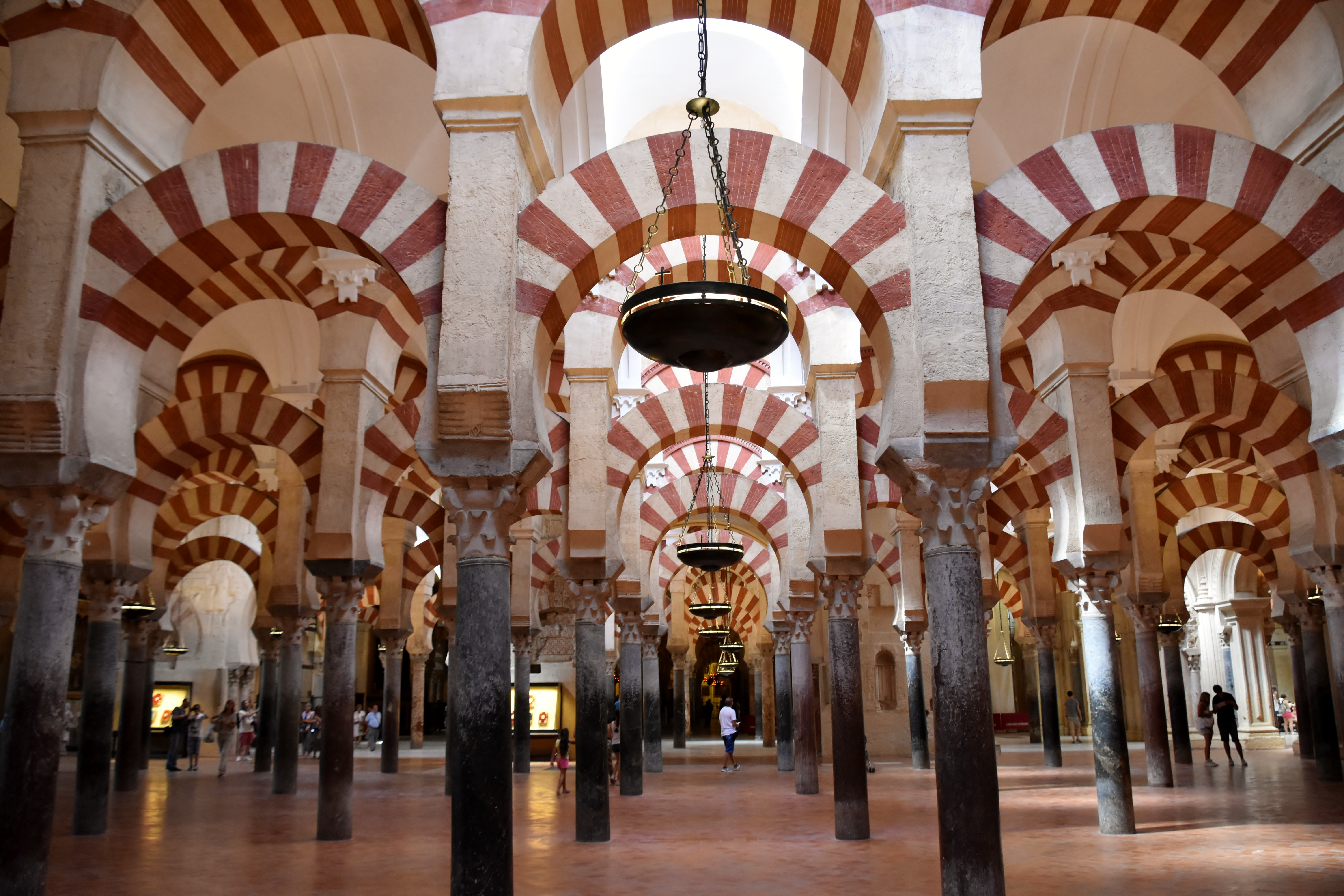
Hufeisenbögen in der Bethalle

Die Mezquita-Catedral de Córdoba („Moschee/Kathedrale von Córdoba“), oft einfach Moschee von Córdoba (Mezquita de Córdoba) genannt, deutsch auch Kathedralmoschee von Córdoba, ist seit der Reconquista die römisch-katholische Kathedrale in Córdoba. Mezquita ist das spanische Wort für Moschee, aus arabisch مسجد Masdschid, DMG Masǧid [masdʒid]. Als Bischofskirche des Bistums Córdoba heißt sie Catedral de Nuestra Señora de la Asunción („Kathedrale von Mariä Aufnahme in den Himmel“).
Seine architektonische Weltgeltung besitzt das Bauwerk als ehemalige Hauptmoschee – al-Dschāmiʿ al-kabīr / Dschāmiʿ Qurṭuba – aus der Epoche des maurischen Spaniens. Der riesige Betsaal ist durch Hufeisenbögen in 19 etwa gleich hohe Schiffe mit bis zu 36 Jochen aufgeteilt. Er wurde durch die Emire und Kalifen von Córdoba in mehreren Bauabschnitten immer wieder erweitert. Das Bauwerk gehört mit ca. 23.000 m² zu den größten ehemaligen Moscheebauten weltweit. Im 16. Jahrhundert wurde ein gotisches Kirchenschiff in die Halle hineingebaut und das Minarett durch einen Glockenturm ersetzt. Seit 1984 gehört die Mezquita-Catedral zum UNESCO-Weltkulturerbe.

## Bauwerk

Baugeschichtlicher Grundriss der Mezquita-Catedral

Die Kathedrale ist heute 179 m lang und 134 m breit. Sie bedeckt eine Grundfläche von mehr als 23.000 m² und ist damit einer der größten Sakralbauten der Erde. Die Gebetshalle nimmt knapp zwei Drittel der Fläche ein. Der Hof war gerade im Verständnis des frühen Islam nicht minder Andachtsraum.
Das beeindruckendste Merkmal der Gebetshalle sind die übereinander liegenden Hufeisenbögen, die auf 856 Säulen aus Jaspis, Onyx, Marmor und Granit ruhen. Die Säulen stammen großenteils von Gebäuden aus der Römerzeit, sowohl von dem vorher an dieser Stelle stehenden römischen Tempel als auch anderen römischen Gebäuden aus der Provinz Baetica. Sie erzeugen den Eindruck einer Entgrenzung nach oben, so wie die große Zahl einander kreuzender Schiffe einen Eindruck von Unendlichkeit in der Waagerechten erzeugt. Die Hauptachse der Moschee weist nach Südsüdosten, also nicht genau nach Mekka. Da die letzte Erweiterung von Halle und Vorhof nur zur Seite hin möglich war, befindet sich der Mihrab nicht mehr in der Mittelachse, und die Halle – nicht das gesamte Gebäude – ist breiter als lang. Drei kleine Kuppeln befinden sich über Säulengevierten vor dem Mihrab. Eine dominierende Zentralkuppel wie viele vor allem jüngere Moscheen hatte die Hauptmoschee von Córdoba nicht.
Die Hauptachse der im 16. Jahrhundert mitten in die Gebetshalle hineingebauten Kirche liegt quer zu derjenigen der Moschee und weist nach Ostnordost. Es ist eine Basilika in der Form eines lateinischen Kreuzes mit Vierungskuppel. Der Kirchenbau erstreckt sich über zehn Schiffe und zwölf Joche des Moscheegewölbes, ist also etwa halb so lang, wie die Moschee breit, und ein Drittel so breit, wie die Gebetshalle lang ist.

## Geschichte

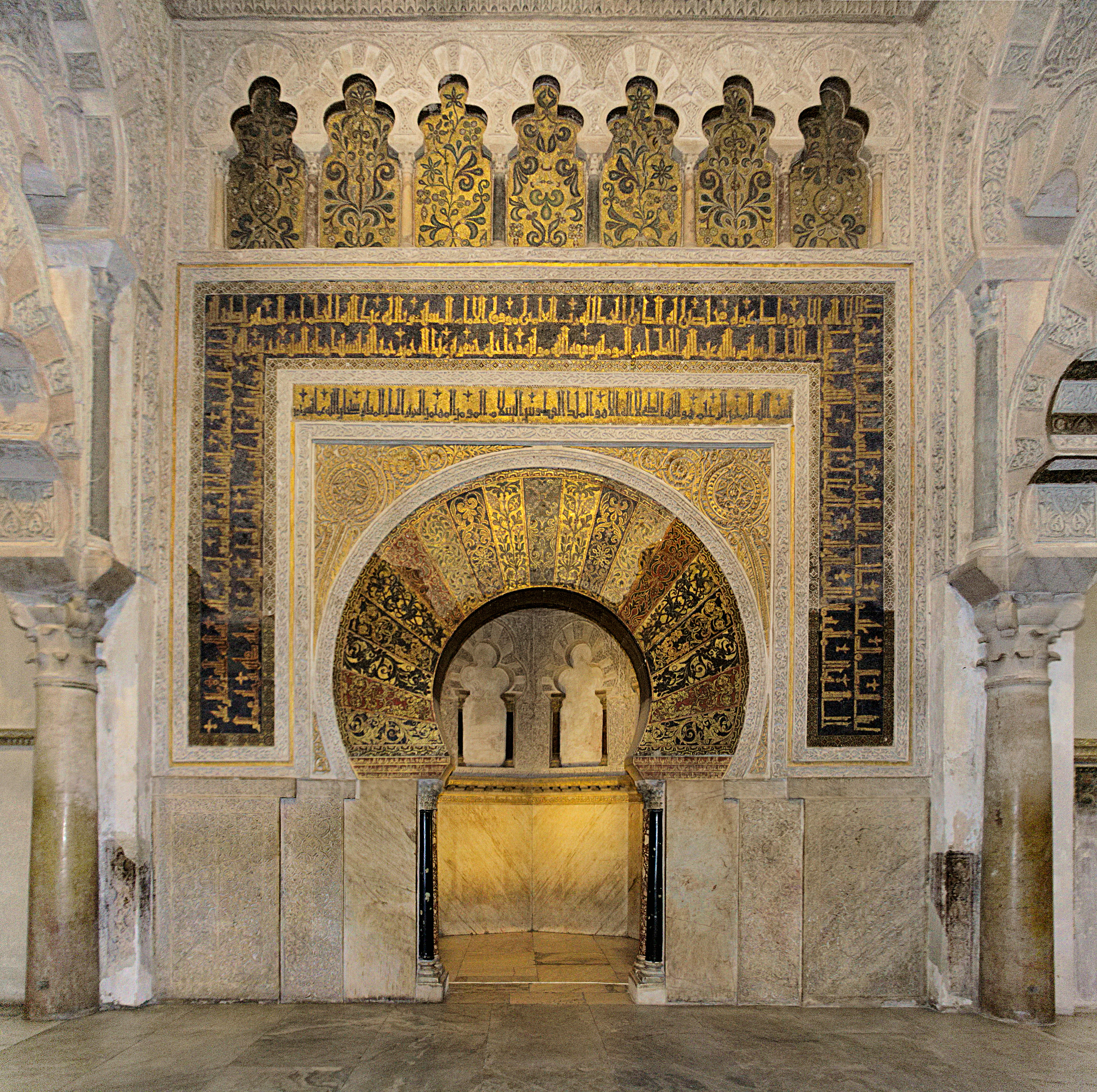
Mihrab der Moschee

Der Ort, an dem sich die Kathedrale befindet, diente schon zu Zeiten des Römischen Reiches der Religionsausübung. Es befand sich dort ein römischer Tempel, danach eine westgotische Kathedrale für Sankt Vincent von Saragossa. Gemäß dem islamischen Geschichtsschreiber al-Razi aus dem 9. Jahrhundert wurden nach der Eroberung Córdobas Mitte des 8. Jahrhunderts alle bisherigen Kirchen der Stadt zerstört, nur die Kathedrale wurde stehengelassen und zwischen Muslimen und Christen geteilt. Als der Platz für die Muslime nicht mehr ausreichte, drängte demnach der Emir Abd al-Rahman I. die Christen unter Zahlung einer großen Geldsumme und mit der Erlaubnis, außerhalb der Stadt Kirchen zu errichten, diese Kirche aufzugeben. Daraufhin ließ er 784 das gesamte Gebäude niederreißen und mit dem Bau der neuen Moschee beginnen. Die Historizität dieser Erzählung ist allerdings nicht gesichert.

### Bau als Moschee

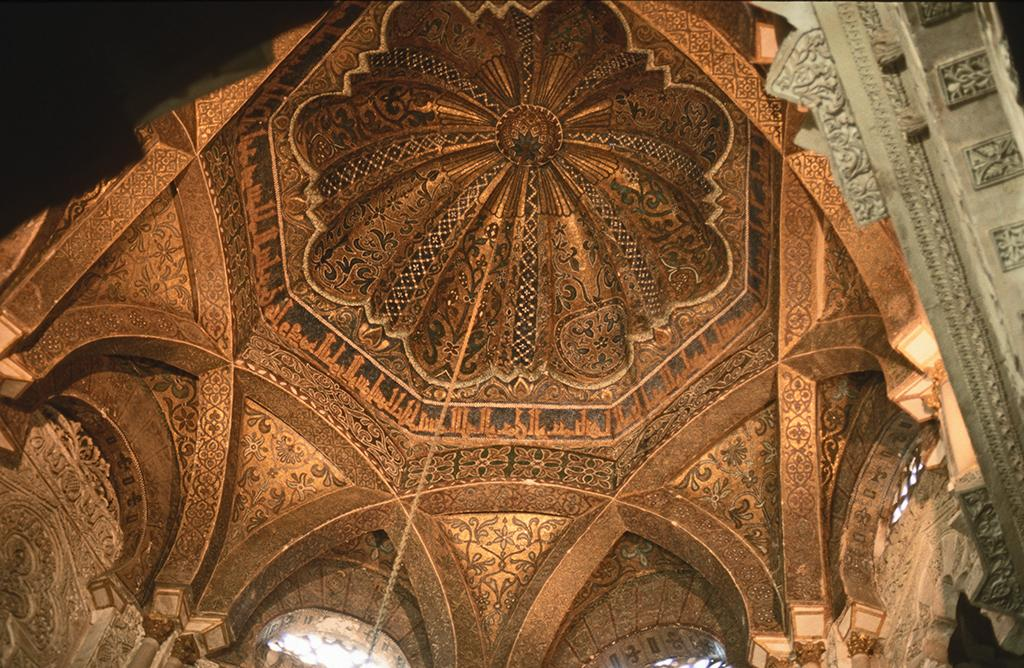
Kuppel der Moschee

Im Jahr 784 wurde mit dem Bau der Großen Moschee – al-Dschāmiʿ al-kabīr / Dschāmiʿ Qurṭuba – unter der Aufsicht von Abd al-Rahman I., dem ersten umayyadischen Emir von Córdoba, begonnen. In den zwei folgenden Jahrhunderten wurde sie sukzessive erweitert. Schon unter Abd al-Rahman II. war eine Vergrößerung des ursprünglich elfschiffigen Betsaals der Freitagsmoschee erforderlich. Emir Abdallah, dessen Regierungszeit von Unruhen und blutigen Intrigen geprägt war, verband seinen Palast durch eine bedeckte Passage mit der Moschee, um sich vor Anschlägen zu schützen. Sein Enkel und Nachfolger Abd al-Rahman III. ließ sich am 17. Januar 929 in der großen Moschee zum Kalifen ausrufen. Er gab ein neues Minarett in Auftrag und vergrößerte den Moscheehof. Unter seiner 50-jährigen Herrschaft verwandelte sich Córdoba aus einer Provinzstadt in eine prächtige Metropole, unumstrittene Kapitale des Kalifats von Córdoba, deren Bevölkerung durch steten Zuzug von freien Siedlern und Sklaven unaufhaltsam wuchs. Ein Motor dafür war der Bau der riesigen Palaststadt Madīnat al-Zahra in unmittelbarer Umgebung Córdobas ab 936, wo sich Abd al-Rahman III. eine weitere große Moschee für seinen Hof erbauen ließ. Nachdem die Einwohnerzahl von Córdoba auf mehr als 100.000 angewachsen war, ließ sein Sohn al-Hakam II. die Gebetshalle der Freitagsmoschee auf die doppelte Größe ausbauen und stattete den Mihrab mit neuen Elementen aus. „Der Baukomplex der Moschee und der Festung bildeten zusammen mit dem Großen Markt das Herz der Stadt.“ Die im Betsaal aufstehenden Säulen sind Spolien; die heute vorhandenen Bogenformen zur Hervorhebung einzelner Betsaalbereiche wurden erst in dieser Bauphase unter al-Hakam II. verwendet. Mit dem Anbau acht weiterer Schiffe durch den Usurpator al-Mansur erlangte das Gebäude 987/988 seine heutige Ausdehnung. Allerdings sind die unter al-Mansur vorgenommenen Erweiterungen qualitativ nicht mit den Bauten seiner umayyadischen Vorgänger zu vergleichen: Wie auch beim Bau seiner Palaststadt al-Madīnatu al-Zāhira (die blühende Stadt) kopierte er deren Baustil unter Verwendung minderwertigen Materials und einfacher Techniken. Neben den Außenschiffen erweiterte al-Mansur den Moscheehof mit dem sog. Orangenhof (spanisch: Patio de los Naranjos).

### Umwidmung zur Kirche

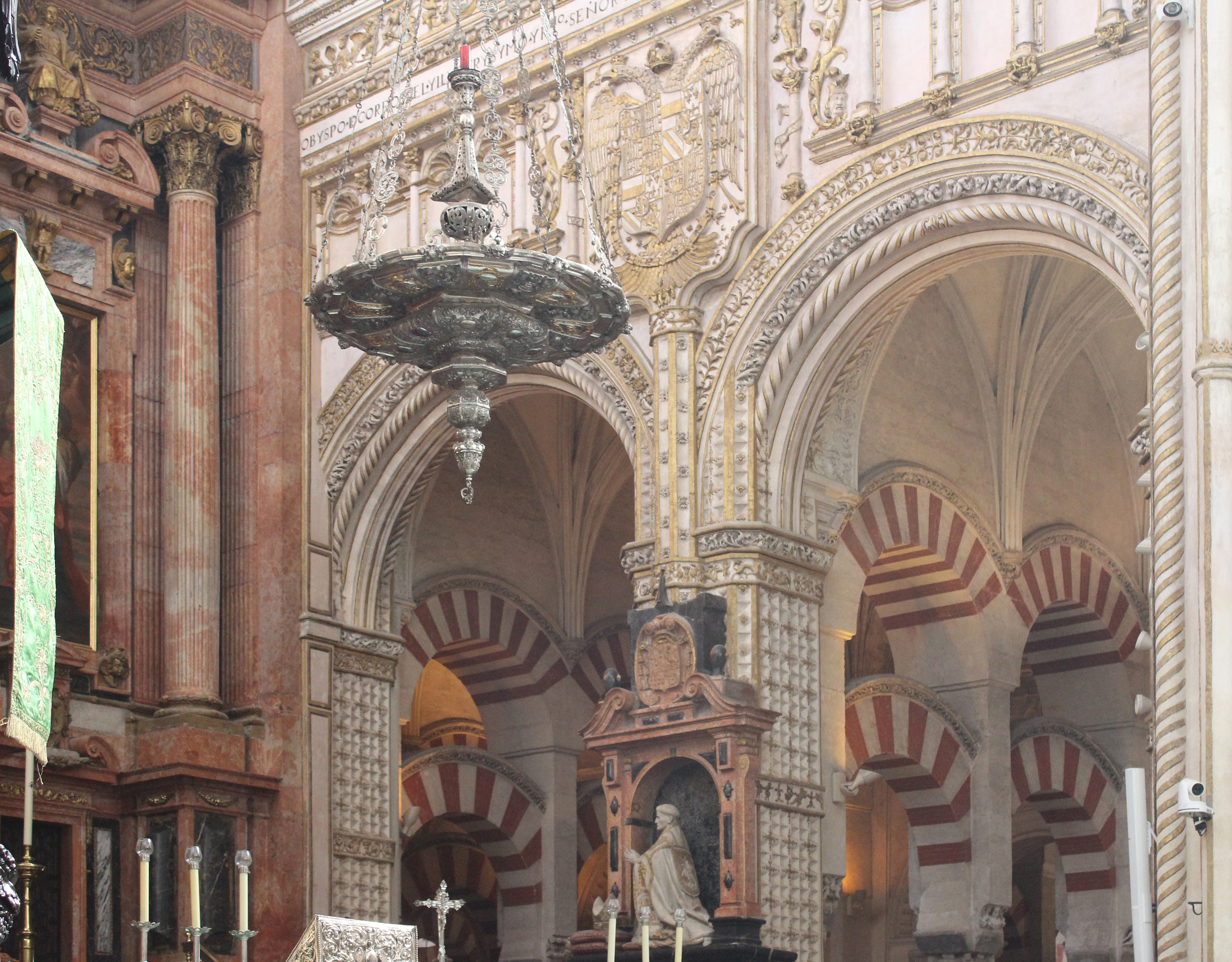
Bögen unterschiedlicher Baustile

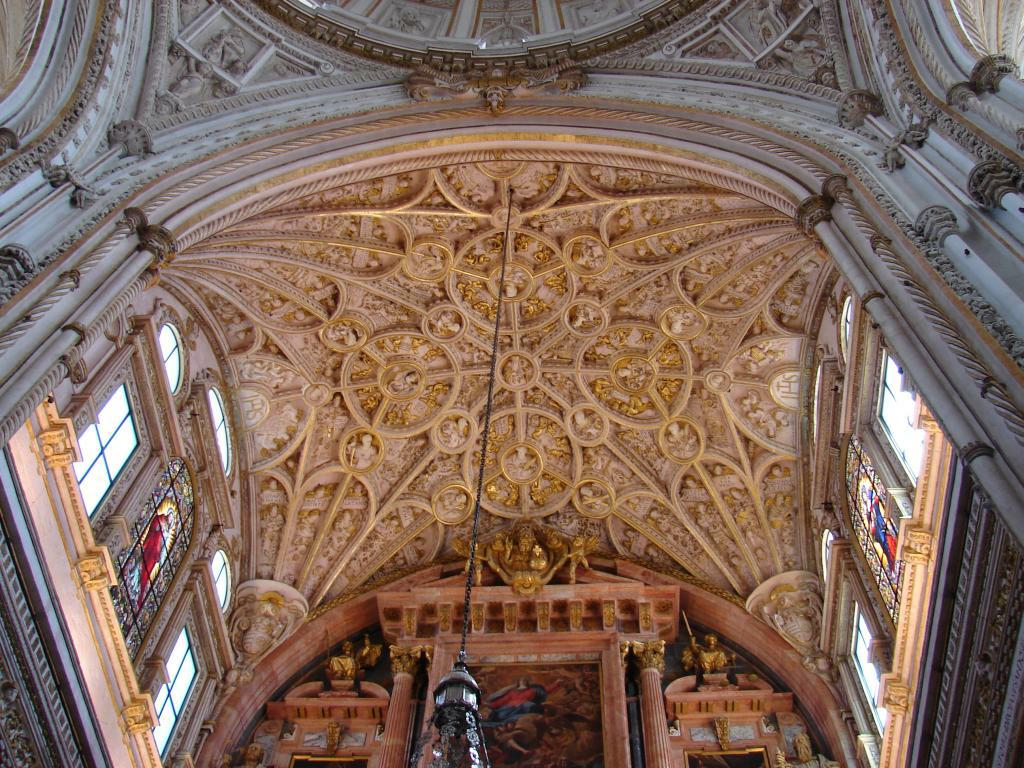
Kuppel der in die Moschee hineingebauten Kirche

Noch im Jahr der Eroberung Córdobas durch Ferdinand III. von Kastilien wurde die Moschee 1236 zu Ehren der Mutter Gottes als Kirche geweiht und das Minarett mit einem Kreuz versehen. Die zum Hof hin offenen Arkaden wurden geschlossen. Alfons X. beauftragte den Bau der Villaviciosa-Kapelle sowie der königlichen Kapelle. Auch die auf ihn folgenden Könige veranlassten bauliche Ergänzungen des Gotteshauses. 1377 wurde unmittelbar neben dem Minarett das sogenannte Gnadentor errichtet, das den heutigen Haupteingang zum Areal bildet.
In den ersten zweieinhalb Jahrhunderten beschränkte man sich auf kleinere Ein- und Umbauten. Erst Bischof Don Íñigo Manrique (1486–1496) propagierte den Einbau eines gotischen Kirchenschiffs. Im letzten Regierungsjahr des vierten Bischofs nach ihm, Don Alonso Manrique, begann 1523 der entscheidende Umbau, gegen den energischen Widerstand des Stadtrates von Córdoba, aber mit Billigung des Habsburger Kaisers Karl V. (Karl I. von Spanien). Hierbei wurden im mittleren Teil die Säulen entfernt, um Platz für ein Kirchengebäude im plateresken Stil zu schaffen. Es wurde unter dem Bischof Diego de Mardones (1607–1624) vollendet. Von 1593 bis 1664 wurde zudem das ehemalige Minarett durch den Aufbau eines Glockenturms ergänzt.
Bei einem Besuch der Baustelle in Córdoba soll Karl V. 1526 laut einem einhundert Jahre später von dem Humanisten Bernardo de Alderete überlieferten Zeugnis gesagt haben: „Ich wusste nicht, um was es sich hier handelt. Denn wenn ich es gewusst hätte, hätte ich nicht erlaubt, dass man Hand an das alte Gebäude legt. Denn ihr erbaut, was es andernorts schon gibt, und habt dafür etwas zerstört, was einmalig in der Welt war“. Es ist jedoch nicht sicher, ob dieser Ausspruch wirklich von Karl stammt und ob sein Besuch auf der Baustelle überhaupt stattfand.
Der Bischof von Córdoba, Juan José Asenjo, sprach sich 2006 gegen eine Umwandlung der Kathedrale in ein interreligiöses Gotteshaus aus. Er begründete das mit dem archäologischen Nachweis, dass die Moschee über den Fundamenten einer westgotischen Kathedrale erbaut wurde. Daher sei eine – auch partielle – Rückwandlung der Kathedrale in eine Moschee abzulehnen.

## Orgel

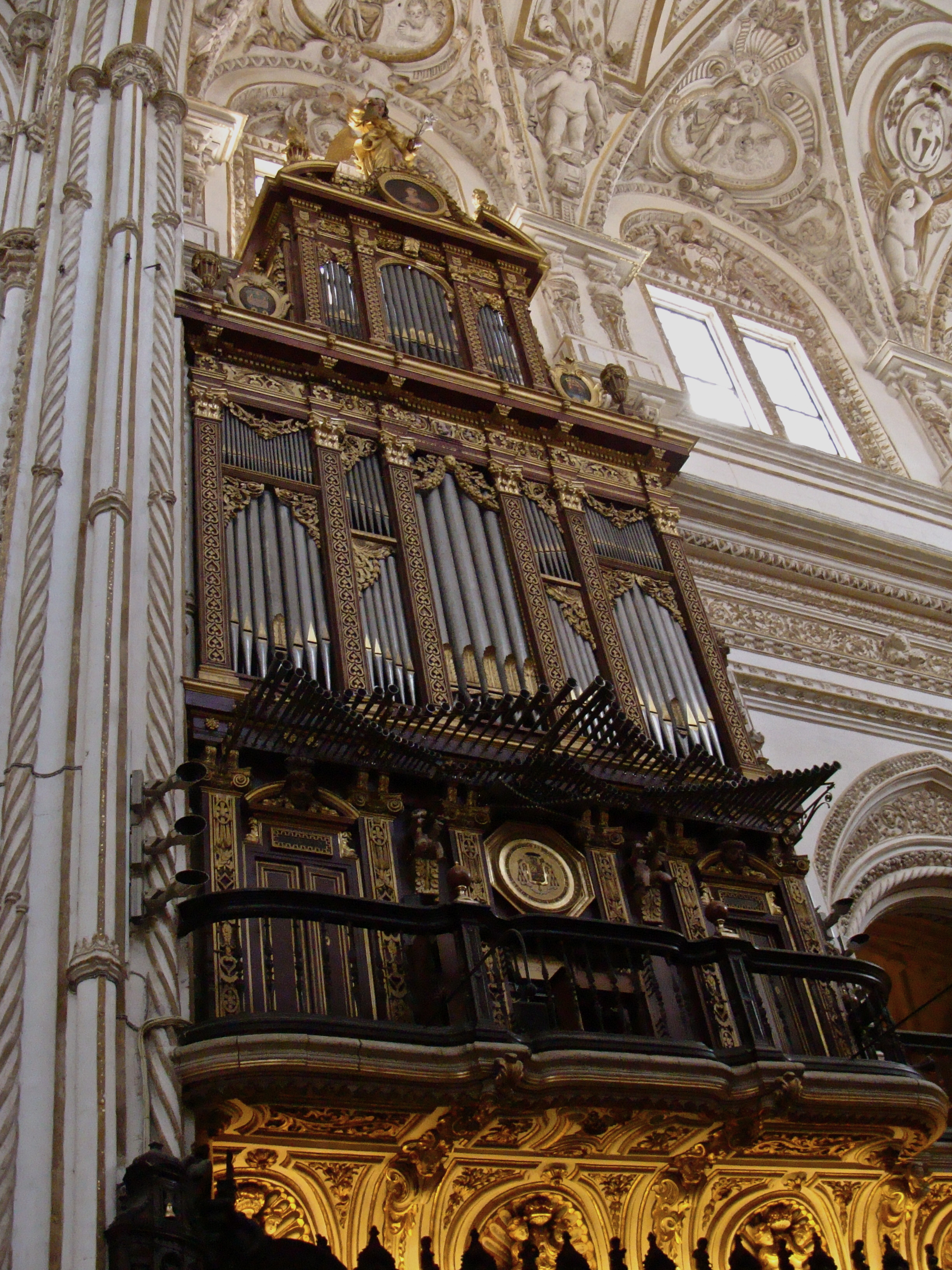
Blick auf den Orgelprospekt

Die Orgel der Kathedrale wurde im Jahre 1702 von dem Orgelbauer José Martínez Colmenero erbaut. Das Instrument wurde zuletzt im Jahre 1998 durch die Orgelbaufirma Organería Acitores restauriert.
Das Instrument ist in Bass- und Diskantseite geteilt und hat 25 Register auf der Bassseite und 29 Register auf der Diskantseite, zuzüglich zwei Register im Pedal. Der Tastenumfang der Manualwerke beträgt 49 Töne.
| I Echoorgel CDEFGAH–c3 |      |
| Prinzipalvioline       | B, D |
| Oktave                 | B, D |
| Gedackt                | B, D |
| Nasard 12'             | B, D |
| Quinte                 | B, D |
| Nasard 17'             | B, D |
| Mixtur III             | B, D |
| Echokornett            | D    |
| Dulzian                | B, D |
| Regal                  | B, D |
| Zungenbässe            | B    |
| Echohorn               | D    |

| II Hauptwerk CDEFGAH–c3 |      |
| Prinzipal 26'           | B, D |
| Prinzipal 13'           | B, D |
| Violon                  | B, D |
| Oktave                  | B, D |
| Gedackte Oktave         | B, D |
| Duodecima               | B, D |
| Quinte                  | B, D |
| Decimonona              | B, D |
| Mixtur IV / V           | B, D |
| Zimbal III / IV         | B, D |

| (Fortsetzung) CDEFGAH–c3 |      |
| Königstrompete           | D    |
| Hellkornett VI           | D    |
| Querflöte II             | D    |
| Feldtrompete             | B, D |
| Trompeta magna           | D    |
| Oboe                     | B    |
| Clairon                  | D    |
| Blockflöte               | B    |
| Sonorklarinette          | D    |
| Spanisch Regal           | B, D |

| Pedal CDEFGAHC |     |
| Kontrabass     | 16′ |
| Kontrabass     | 8′  |

## Glockenturm

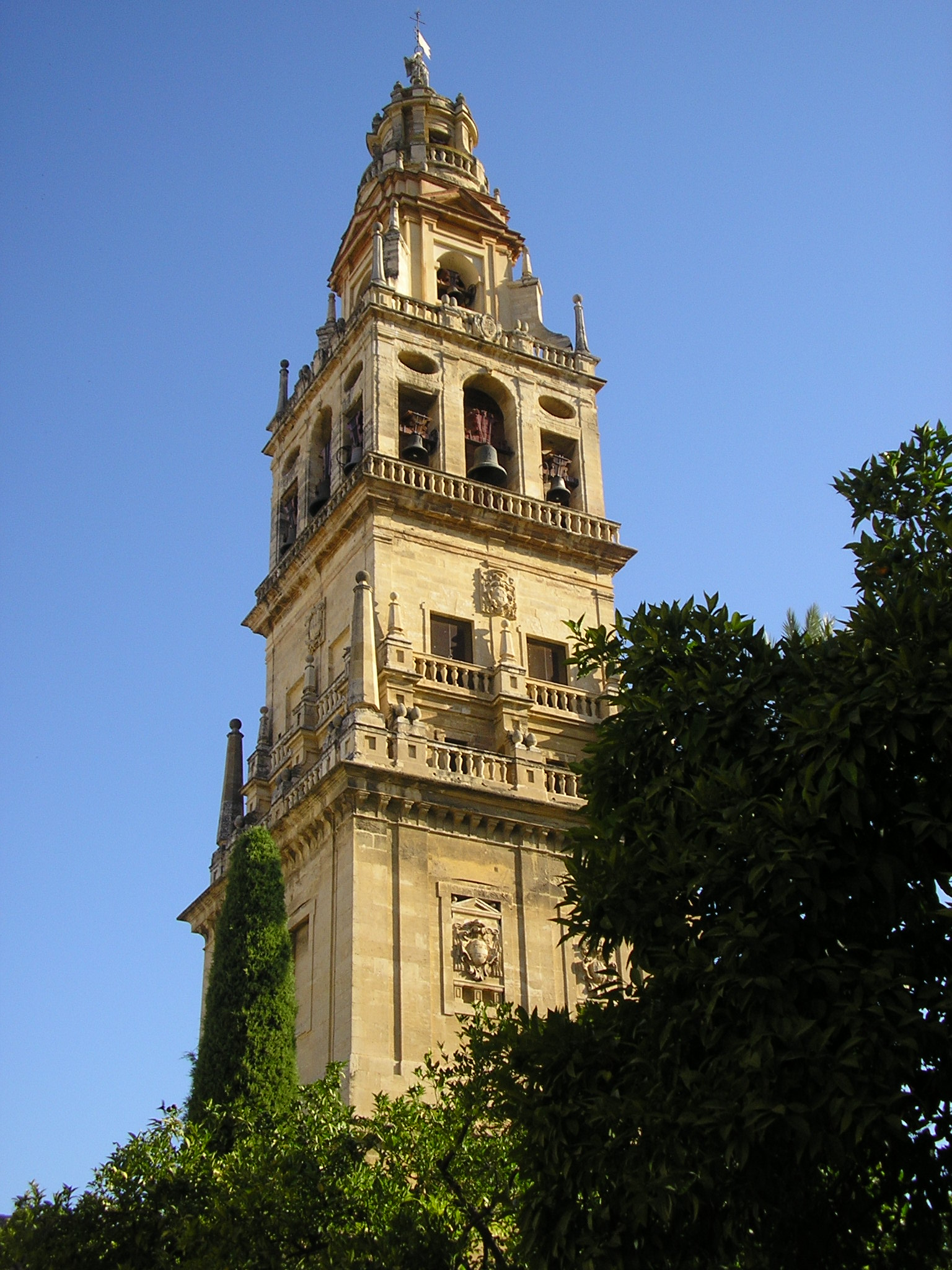
Glockenturm

Der heutige Glockenturm der Kathedrale, der sog. Torre-Campanario, wurde unter Abd al-Rahman III. im 10. Jahrhundert als Minarett für die damalige Moschee errichtet.
Nach der christlichen Rückeroberung Córdobas im 13. Jahrhundert wurde der Turm umgestaltet. Die erste bekannte Notiz über eine Nutzung als Glockenturm stammt aus dem Jahr 1360; definitiv belegt ist diese Nutzung erst Ende des 15. Jahrhunderts durch den Guss der bis heute erhaltenen Horenglocke von Cristóbal Fernández. Bei einem schweren Unwetter am 21. September 1589 wurde der Turm so stark beschädigt, dass vier Jahre später der Architekt Hernán Ruiz III mit der Restaurierung und dem Ausbau zu einem modernen Glockenturm mit Uhrwerk beauftragt wurde. Während der Bauarbeiten wurde ein provisorischer Glockenbogen mit sechs Glocken über dem Gnadentor in der Ummauerung des Gartens unmittelbar neben dem Turm errichtet. Bereits vor Hernáns Tod im Jahre 1606 kamen die Bauarbeiten zum Erliegen, da andere Arbeiten am Kreuzgang der Kathedrale vordringlicher waren. 1616 übernahm der Architekt Juan Sequero de Manila die Leitung der Bauarbeiten und stellte das Uhrhaus des Turms binnen eines Jahres nach den Plänen seines Vorgängers fertig. Aus unbekannten Gründen befand sich der Turm rund dreißig Jahre später in ruinösem Zustand und wurde ab 1656 erneut umgebaut. Erst 1664 war der Turm in seiner heutigen Gestalt fertig gestellt.
In den Jahren 1727 und 1755 wurde der Turm bei Erdbeben beschädigt und bis 1763 erneut saniert.
Heute hängen in den drei Glockengeschossen insgesamt 20 Glocken. Die kleinste hat einen Durchmesser von 37 cm, die größte von 178 cm. Die älteste Glocke stammt aus dem Jahr 1495.